# Eu não quero voltar sozinho
Eu não quero voltar sozinho (lett. Non voglio tornare da solo) è un cortometraggio del 2010 diretto da Daniel Ribeiro.

## Trama
Leonardo è un ragazzo cieco di 15 anni con un unico amico in classe, Giovana, la quale è seduta accanto a lui. Seduto dietro è invece Gabriel, il nuovo studente della scuola. Terminata la lezione Giovana invita Gabriel ad accompagnare a casa lei e Leonardo, il quale è tutti i giorni accompagnato fino a casa dalla ragazza.
Qualche giorno dopo Giovana dice a Leonardo che lui non si confida mai con lei circa i suoi sentimenti e poi suggerisce all'amico di farsi aiutare da Gabriel con la matematica, materia nella quale il ragazzo ha dei problemi. Col passare del tempo i tre diventano sempre più legati trascorrendo diverso tempo insieme.
A causa di un progetto scolastico a coppie, Leonardo è costretto a lavorare con Gabriel invece che con Giovana. Durante un dialogo tra di loro, Gabriel dice a Leonardo che secondo lui Giovana è innamorata di lui, ma Leonardo dice di non essere interessato all'amica. Quando arrivano a casa sua, Leonardo si cambia la maglia davanti all'amico, il quale a sua volta si leva la felpa. Approfittando del fatto che Gabriel è andato in bagno a lavarsi i denti, Leonardo si mette ad annusare la felpa dell'amico.
Qualche giorno dopo Leonardo rivela a Giovana di essere innamorato di Gabriel. La ragazza, sconvolta, si allontana dall'amico dicendo di dover andare al compleanno della nonna e costringendo così il ragazzo a fare ritorno a casa da solo. Quando sente qualcuno entrare in casa, Leonardo è convinto che si tratti di Giovana e continua a parlare del fatto che è innamorato di Gabriel. In realtà la persona che è entrata è proprio Gabriel, il quale bacia l'amico sulle labbra e si riprende la felpa che aveva precedentemente dimenticato lì. Più tardi Giovana arriva a casa di Leonardo scusandosi per averlo lasciato solo per tanto tempo. Leonardo si accorge che la felpa di Gabriel è scomparsa e sorride avendo intuito che è stato Gabriel a baciarlo.

## Film
Nel dicembre 2012, sulla pagina ufficiale del corto su Twitter venne annunciato che la realizzazione di un film basato sul cortometraggio era in produzione, dopo oltre due anni di raccolta di fondi e preparazione della sceneggiatura. Girato e completato nei primi mesi del 2013 il film, intitolato Hoje eu quero voltar sozinho è uscito nel 2014.